# Iglesia de la Resurrección de Cristo (Vítebsk)
Iglesia de la Resurrección de Cristo (bielorruso: Васкрасенская царква на рынкавым пляцы ў Віцебску, Рынкавая царква ): una iglesia construida en el siglo XVIII en estilo barroco de Vilna en el lado occidental de la plaza del mercado de Vítebsk, inicialmente uniata. Luego sirvió a la parroquia ortodoxa, destruida por los bolcheviques y reconstruida a principios del siglo XXI. Pertenece al decanato de Vitebsk – San. Nicolás  en la Eparquía de Vitebsk y Orsha del Exarcado Bielorruso del Patriarcado de Moscú.

## Historia
Fue construida entre los años 1740 y 1750 como una iglesia uniata de ladrillo en el sitio de una iglesia de madera anterior (ortodoxa y más tarde greco-católica) fundada por Mikołaj Smyk. Se supone que el diseño fue realizado por Józef Fontana. Poco antes de la Primera Partición de la Mancomunidad Polaco-Lituana, se consagró la nueva iglesia, pero en 1834 las autoridades rusas decidieron entregársela a los ortodoxos. En 1841 se elaboró un plan para reconstruir la entonces iglesia en estilo neoclásico, pero finalmente no se llevó a cabo. Sobre el edificio principal del templo se erigió en la segunda mitad del siglo XIX una pequeña cúpula dorada de estilo pseudorruso .Poco antes de la Primera Guerra Mundial, el edificio fue renovado, pero en 1936 fue destruido por los bolcheviques. Después de que Bielorrusia recuperó la independencia en 1991, fue posible reconstruir el templo, que se completó en 2009.